# Mohamed Mouigni
Mohamed Mouigni, né le 30 novembre 1981, est un footballeur international comorien évoluant au poste d'attaquant pour l'Élan Club de Mitsoudjé en première division comorienne ainsi qu'avec la sélection des Comores.

## Biographie

### Carrière en club
Mohamed Mouigni évolue à l'Élan Club de Mitsoudjé de 1998 à 2010.

### Carrière internationale
Mohamed Mouigni réalise ses débuts officiels avec l'équipe nationale des Comores lors de la demi-finale des Jeux des îles de l'océan Indien 2003 contre Maurice le 4 septembre 2003 (défaite 5-0) ; il avait déjà revêtu le maillot comorien cinq jours auparavant en phase de poules contre l'Mayotte, un adversaire non-inscrit à la FIFA. Il marque son premier but en match amical contre Djibouti le 17 décembre 2006 (victoire 4-2). Il dispute les éliminatoires de la Coupe du monde de football 2010, puis la Coupe COSAFA 2019 qui voit les Comoriens éliminés en quarts de finale, inscrivant un but en phase de groupes contre les Seychelles (victoire 1-2) le 20 octobre 2009. Il joue ensuite les qualifications à la Coupe d'Afrique des nations de football 2012.